# Brug 1068
Brug 1068 is een bouwkundig kunstwerk in Amsterdam-Zuidoost.

## Bruggen 1068-1075
Brug 1068 maakte deel uit van een serie zogenaamde heuvelbruggetjes (bruggen 1068-1075) die de Dienst der Publieke Werken ontwierp bij de inrichting van de H-Buurt van de Bijlmermeer. Die werken waren nodig vanwege de gescheiden verkeersstromen in die wijk. Het gemotoriseerd verkeer maakte naar idee van Siegfried Nassuth gebruik van een weg op een dijklichaam waaraan parkeergarages waren verbonden; voet- en fietspaden lagen op maaiveldniveau. Om beide toegang te kunnen geven tot dezelfde doorlopend galerij werden bruggen over voetpaden aangelegd. De bruggen werden twee-aan-twee gekoppeld:
- brug 1068 (westzijde, nabij Abcouderpad) en 1075 (oostzijde, nabij Flierbosdreef) aan Hoogoord
- brug 1069 (westzijde, nabij Abcouderpad) en 1074 (oostzijde, nabij Flierbosdreef) aan Haag en Veld
- brug 1070 (westzijde, nabij Abcouderpad) en 1073 (oostzijde, nabij Flierbosdreef) aan Hofgeest
- brug 1071 (westzijde, nabij Abcouderpad) en 1072 (oostzijde, nabij Flierbosdreef) aan Hogevecht.

Bij een renovatieslag gingen al deze bruggen verloren behalve brug 1068.

## Brug 1068
Een van die bruggen is brug 1068 uit 1968/1979. Zij bestaat uit een talud met trap en landhoofd en in wezen een halve overspanning. De overspanning eindigt namelijk op de galerij van de eerste woonlaag van de flat Hoogoord van architect Kees Rijnboutt van de Dienst Volkshuisvesting. Het bleek een broedplaats voor vandalisme en drugsgebruik.
Eind jaren tachtig bleek een aantal uitgevoerde ideeën toch niet zo ideaal als gedacht en in 1992 besloot de gemeente Amsterdam, Stadsdeel Zuidoost en Woningbouwcorporatie de buurt flink te saneren. Daarbij werd ook flat Hoogoord aangepast, met name de eerste drie bouwlagen. Om het gevoel van veiligheid te verhogen werd onder andere de onderdoorgang van brug 1068 dichtgemetseld (bij andere soortgelijke flats verdween deze vorm van toegang).

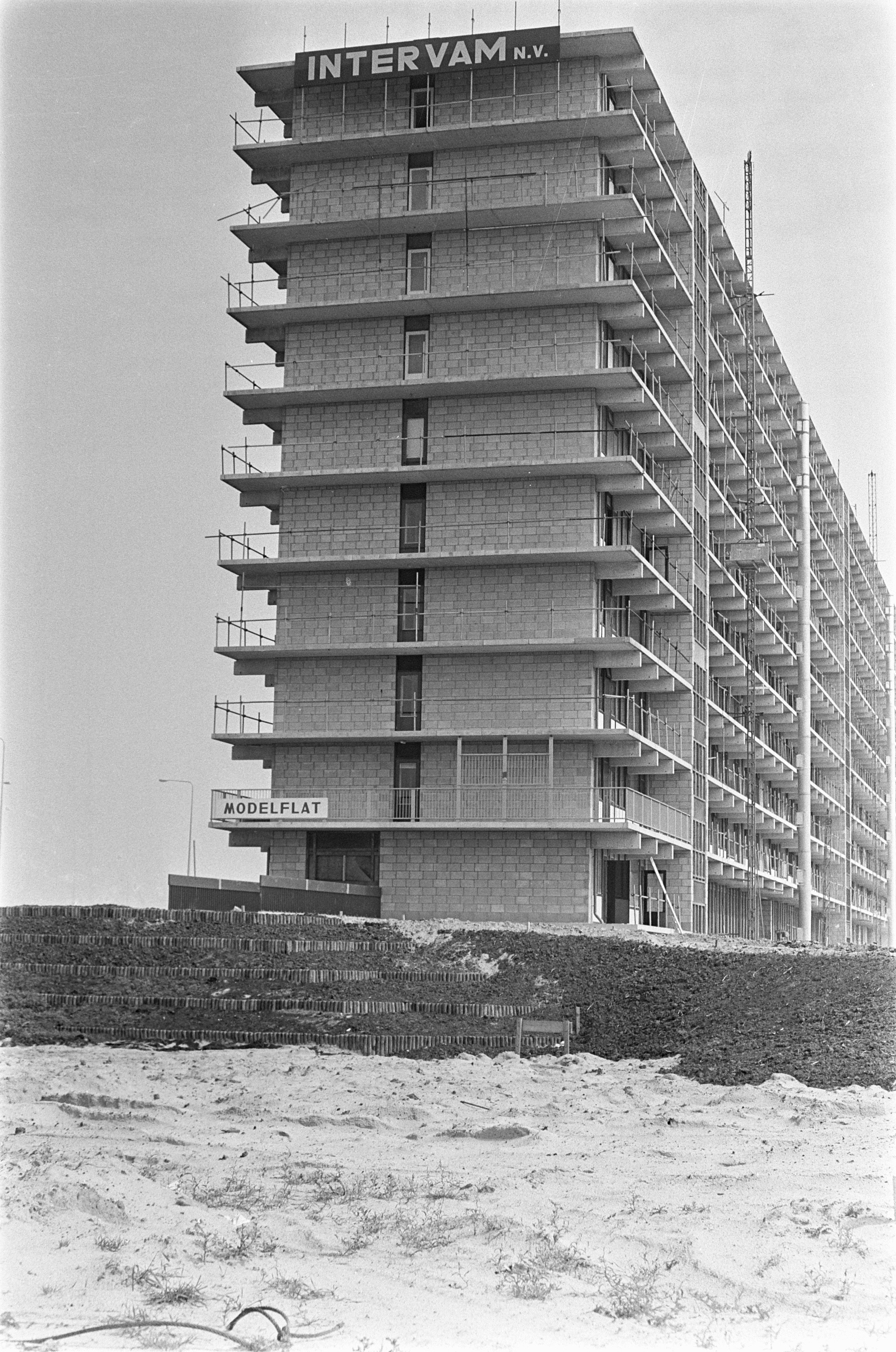
Hoogoord met op voorgrond de brugleuningen van brug 1068 in 1968
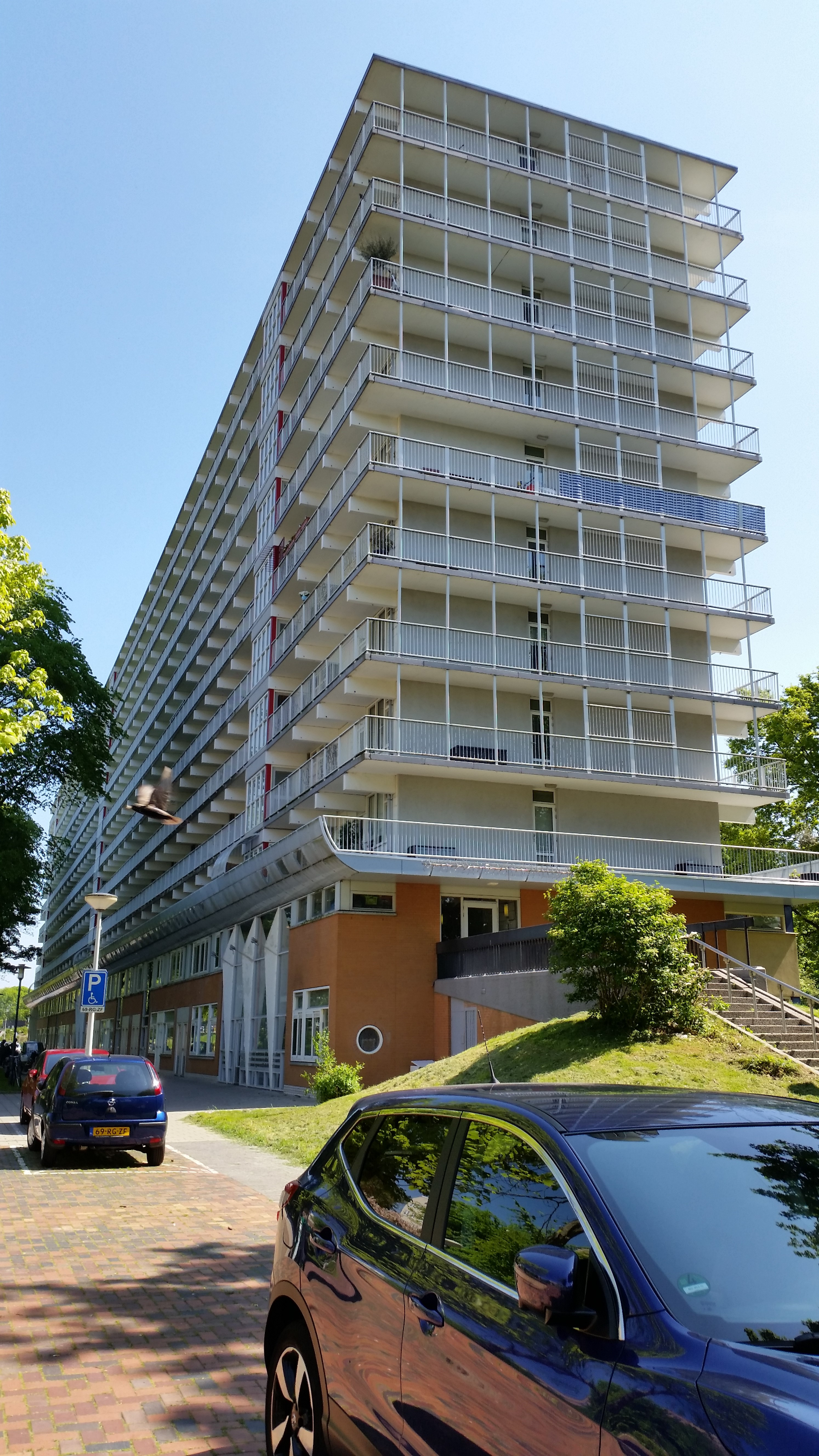
Idem, maar dan in mei 2020

<<< · 1000 · 1001 · 1002 · 1003 · 1004 · 1005 · 1006 · 1007 · 1008 · 1009 · 1010 · 1011 · 1012 · 1013 · 1014 · 1018 · 1028 · 1029 · 1030 · 1032 · 1033 · 1034 · 1035 · 1036 · 1037 · 1038 · 1039 · 1040 · 1041 · 1044 · 1045 · 1046 · 1048 · 1049 · 1050 · 1051 · 1062 · 1063 · 1064 · 1065 · 1066 · 1067 · 1076 · 1077 · 1078 · 1083 · 1090 · 1092 · 1093 · 1094 · 1095 · 1096 · 1097 · 1098 · 1099 · >>>
Brugnummers  1015, 1016, 1017, 1019, 1020, 1021, 1022, 1023, 1024, 1025, 1026, 1027, 1031, 1042, 1043, 1047, 1052/1053 (niet gebouwd), 1054, 1055, 1056, 1057, 1058, 1059, 1060, 1061, 1068, 1069-1075, 1079, 1080, 1081, 1082, 1084-1088, 1089 en 1091 (onbekend) zijn niet meer vergeven. De meesten daarvan zijn gesloopt in verband met sanering Zuidoost. Alle bruggen lagen en liggen in Zuidoost behalve bruggen 1000 en 1002.